# Juan Carlos Liu Yonsen
Juan Carlos Liu Yonsen  (9 de abril de 1959) es un ingeniero mecánico peruano. Fue Ministro de Energía y Minas del Perú desde el 3 de octubre de 2019 hasta el 10 de febrero de 2020.

## Hoja de vida
Es ingeniero Mecánico electricista de la Universidad Nacional de Ingeniería y magíster en Administración por la Universidad ESAN. 
Cuenta con una importante experiencia en el sector eléctrico, pues participó en el Proyecto Hidroenergético Especial Pasto Grande de Moquegua y en el Comité Especial de la Línea de Transmisión Mantaro-Socabaya. 
Liu Yonsen también se ha desempeñado como asesor en el Ministerio de Energía y Minas (Minem) en los años noventa bajo la gestión de Daniel Hokama y en 2010, 2012 y 2014. Ha prestado servicios al Osinergmin y al Ministerio de Economía y Finanzas. 
Además, su experiencia en el área privada incluye a bancos de inversión como la Corporación Financiera Internacional (IFC) y el Banco Mundial.

### Dimisión
El 10 de febrero de 2020 renunció al Ministerio de Energía y Minas tras revelarse que, a través de su empresa CONASAC, Liu brindó consultorías a la corrupta constructora Odebrecht.
El decreto supremo N° 138-2019-PCM, de julio de 2019, estableció la obligatoriedad de la declaración jurada de intereses y ésta debe presentarse al inicio del ejercicio del cargo o función pública. Liu no consignó ninguna información sobre la consultoría con Odebrecht en su declaración.